# Půta ze Sovince a Doubravice
Půta ze Sovince a Doubravice (před 1436 – 1484) byl moravský šlechtic, který pocházel z rodu pánů ze Sovince.
Půtovým otcem byl Heralt ze Sovince a Doubravice, matkou Ofka z Obědkovic. První zmínka o Půtovi pochází z roku 1436, kdy se uvádí na soudní listině. V roce 1447 se uvádí na několika listinách se svým bratrem Heraltem, který žaloval Štěpána z Vartnova a Zdounek, že jim spálil hrad Doubravici. Půtův bratr Heralt se už v pozdějších letech neuvádí, takže někdy v tomto období skonal.
Půta ze Sovince a Doubravice patrně přesídlil na tvrzi v Doubravici, která stávala vedle kostela. Někdy mezi léty 1453–1455 prodal vsi Tatenice, Lubnou, Cotkytle, Šumvald, Jankov a Sudinu, pravděpodobně za utržené peníze si koupil hrad Holštejn s několika okolními vesnicemi. V roce 1459 žaloval Půta Hynka z Valdštejna a Židlochovic, že mu slíbil sepsat správní list na holštejnské panství a ještě tak neučinil. Půta často vystupoval u soudu jako žalobce i jako žalovaný.
Půta měl za manželku Annu ze Šelmberka, které připsal roku 1464 věno. Účastnil se politického života země a zasedal na olomouckém a brněnském zemském soudu. V roce 1479 se uvádí jako královský komorník. V roce 1480 se poprvé připomínají jeho synové Jindřich, Zikmund, Jan, Heralt a Aleš. Tito ještě za života svého otce získali hrad Holštejn. Jelikož se však zadlužili, prodali holštejnské panství roku 1483 Dobešovi Černohorskému z Boskovic. Od této chvíle není v listinách o synech Půty ze Sovince a Doubravice, až na Jindřicha, již žádná zmínka.
Půta zemřel roku 1484 a panství tak získal jeho syn Jindřich. Ten zemřel roku 1495 a zanechal dva bratry: Petra a Aleše. Doubravické zboží zdědil syn Petr. Po jeho smrti v roce 1527 byla Doubravice prodána ve prospěch jeho nezaopatřené dcery Juiány Janovi Lhotskému ze Ptení. Juliána pak zemřela v mladém věku neprovdána bez dětí. Aleš ze Sovince a Doubravice přesídlil do Čech, kde v roce 1520 si koupil tvrz, dvůr a ves Albrechtice s dalšími šesti vesnicemi. Zde tato rodová větev žila dál.

## Potomstvo Půty ze Sovince a Doubravice
- Půta ze Sovince a Doubravice
  - Zikmund (1480–1483)
  - Jan (1480–1483)
  - Heralt (1480–1483)
  - Aleš (1480–1483)
  - Jindřich (1480–1495)
    - Petr ze Sovince a Doubravice (1516–1527)
      - Juliána (1528–1536)

    - Aleš ze Sovince a Doubravice (1507–1529)